# Mosty Żernickie
Mosty Żernickie – zespół mostów położonych we Wrocławiu w rejonie osiedla Żerniki, stanowiących przeprawę nad rzeką Ślęza.
Mosty te obejmują następujące przeprawy:
- Most Żernicki (niem. Lohebrücke-Neukirch[1]) – most drogowy w ciągu Ulicy Żernickiej[1][2][3],
- Kładka Żernicka – most pieszo–rowerowy w ciągu Ulicy Żernickiej[4]
- most kolejowy (niem. Lohebrücke[5]) - most w ciągu linii kolejowej nr 275[5].

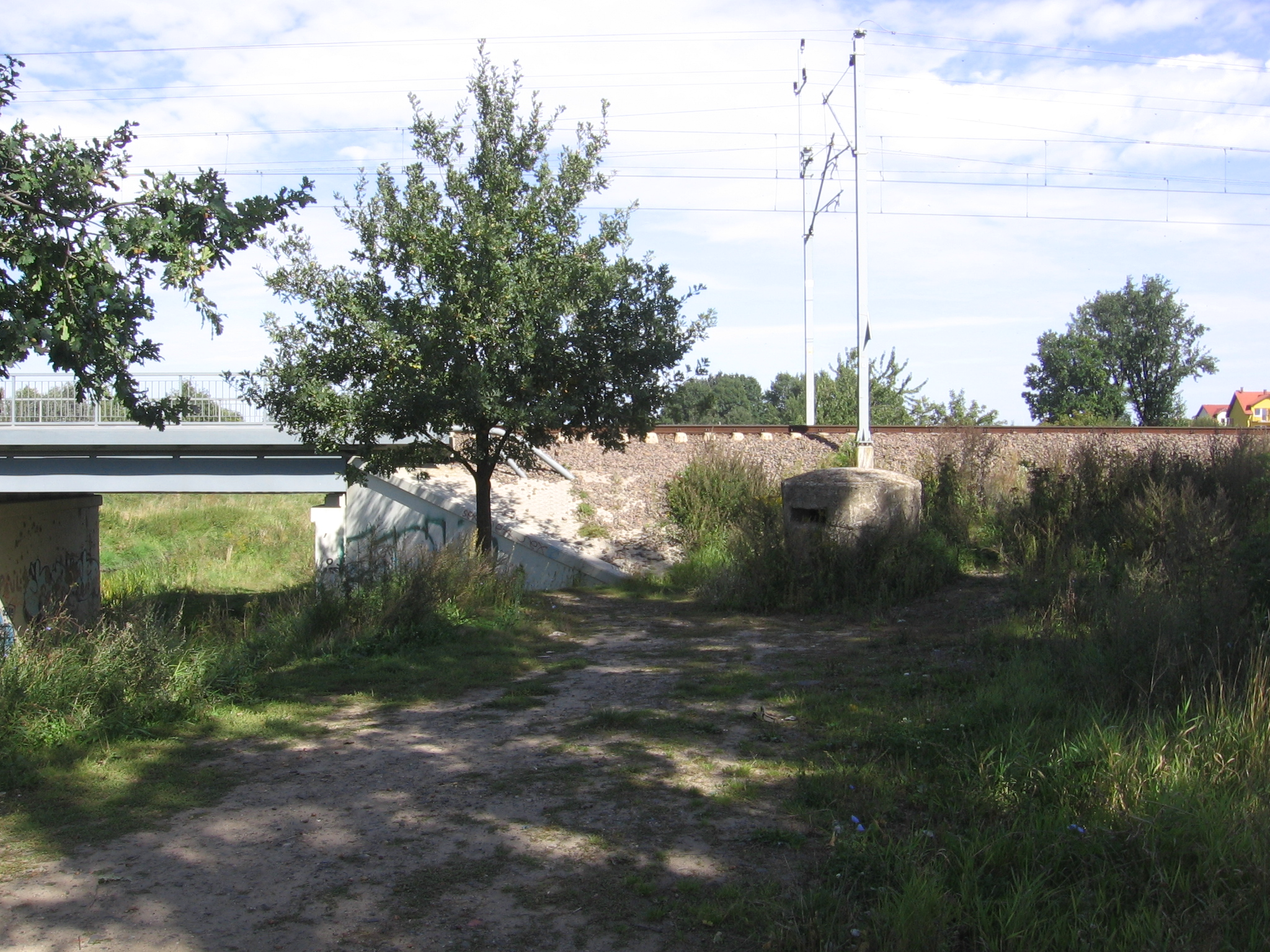
Most kolejowy i schron

W pobliżu mostów znajdują się pozostałości poniemieckich schronów wartowniczych. Na północ od mostu kolejowego znajduje się kolejna przeprawa – przerzut rurociągu.
Kolejność poszczególnych przepraw, od południa ku północy (w dół rzeki zgodnie z jej biegiem), jest następująca: 1. Kładka Żernicka, 2. Most Żernicki, 3. Most kolejowy, 4. przerzut rurociągu.
Przedwojenne niemieckie nazwy tych mostów (kolejowego i drogowego) – Lohebrücke – oznaczają most na Ślęzie; nazwa ta dotyczyła wszystkich ówczesnych mostów przerzuconych przez rzekę Ślęza – Lohe.

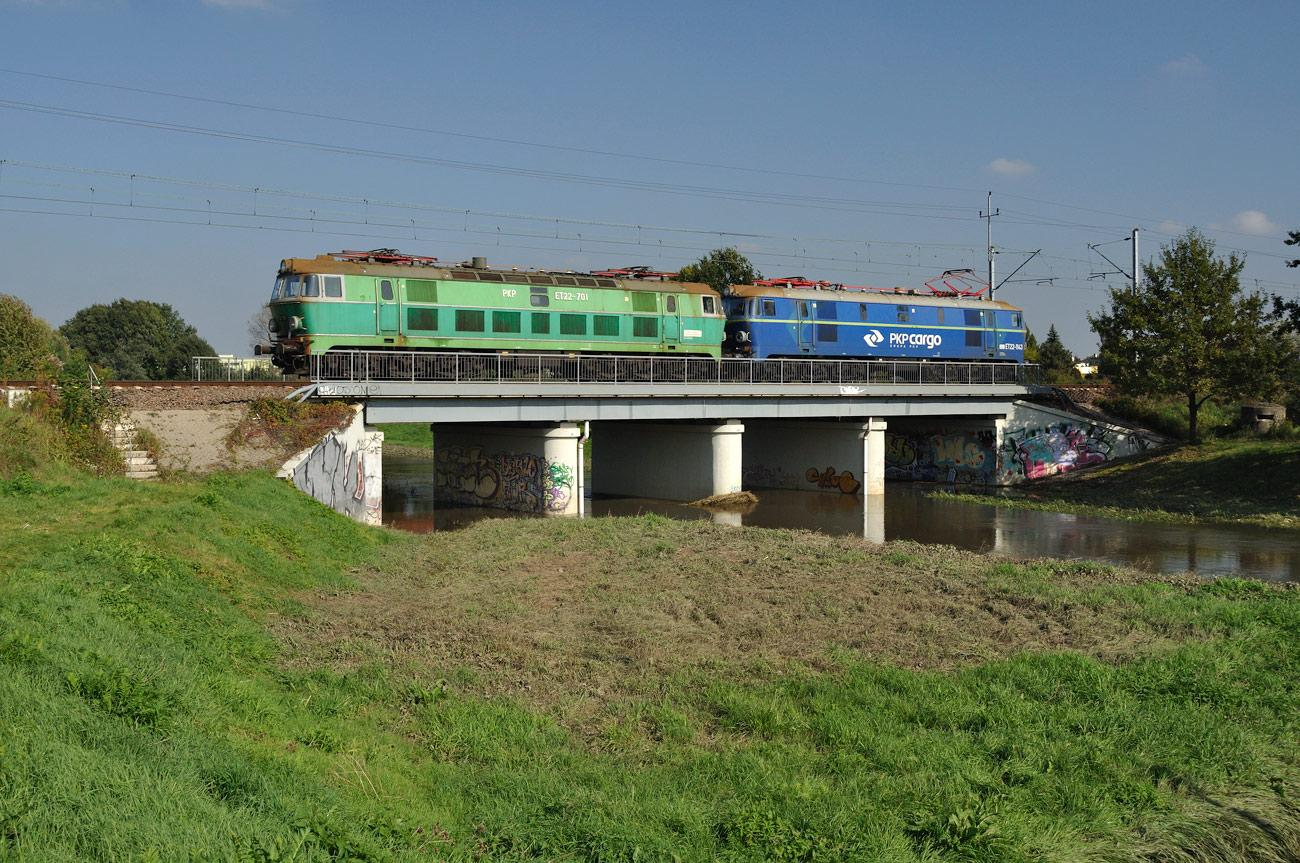
Most Żernicki kolejowy.